# Oriol Paulo

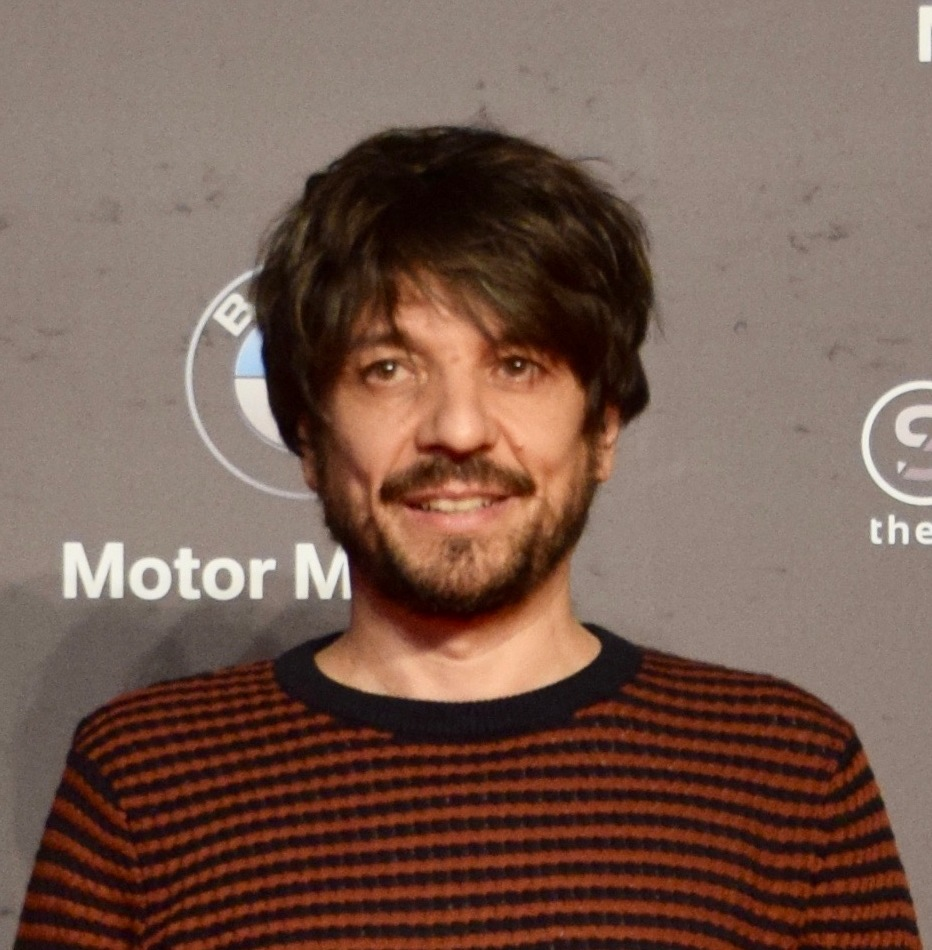
Oriol Paulo (2018)

Oriol Paulo (* 1975 in Barcelona) ist ein spanischer Drehbuchautor und Filmregisseur.

## Leben
Oriol studierte an der Pompeu Fabra University sowie der Los Angeles Film School. Von ihm stammt das Drehbuch zu Julia’s Eyes sowie The Body, für den er auch Regie führte. 2013 wurde er für den Film The Body in der Kategorie Nachwuchsregisseur für den spanischen Filmpreis Goya nominiert.

## Filmografie (Auswahl)
- 2000: El cor de la ciutat
- 2010: Julia’s Eyes (Drehbuch)
- 2012: The Body – Die Leiche (El cuerpo, Regie und Drehbuch)
- 2016: Der unsichtbare Gast (Contratiempo, Regie und Drehbuch)
- 2016: Boy Missing (Secuestro, Drehbuch)
- 2018: Parallelwelten (Durante la tormenta, Regie und Drehbuch)
- 2021: Kein Friede den Toten (Serie) (El Inocente, Regie und Drehbuch)